# Lild Strand

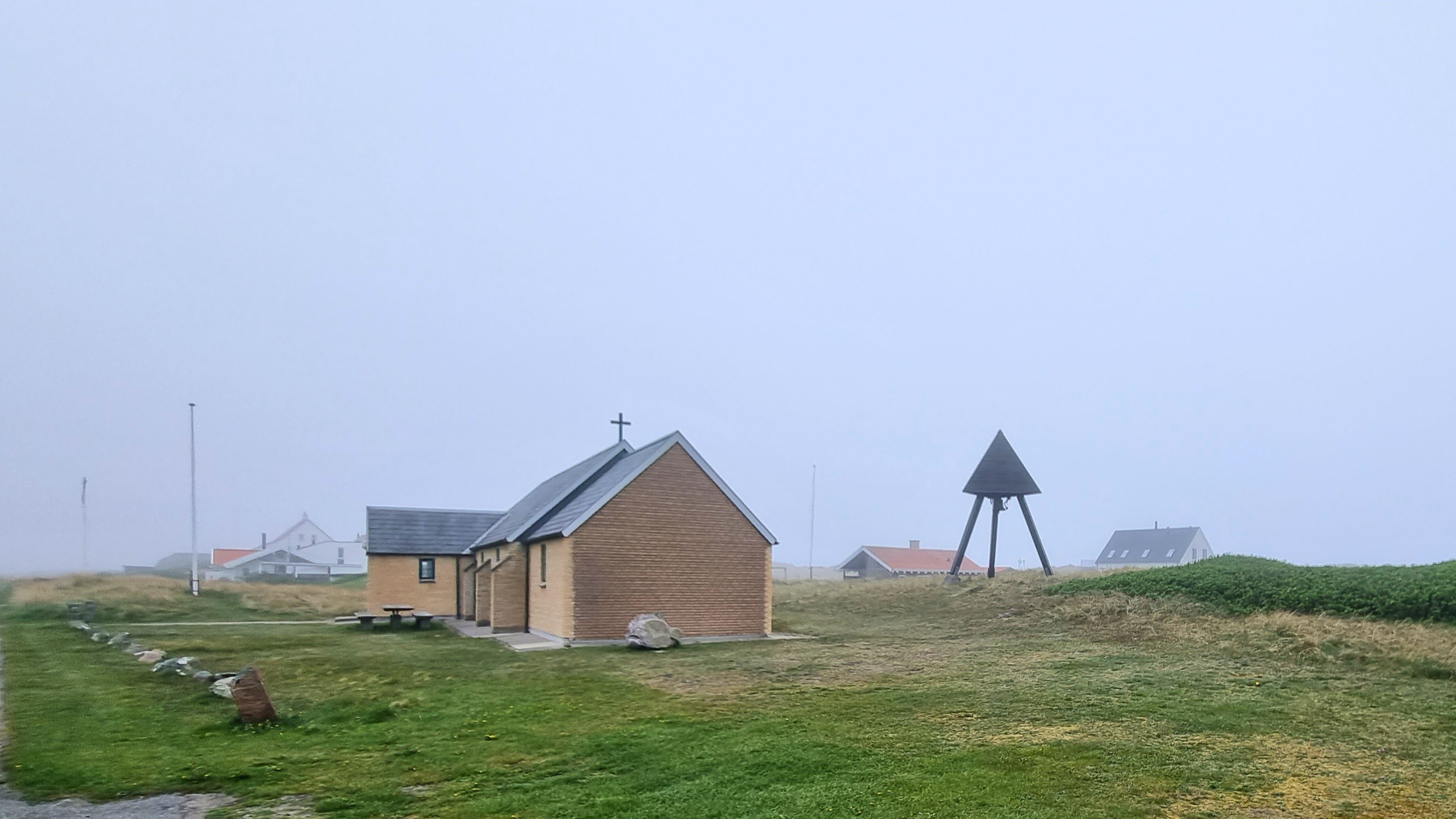
Die Kirche von Lild Strand

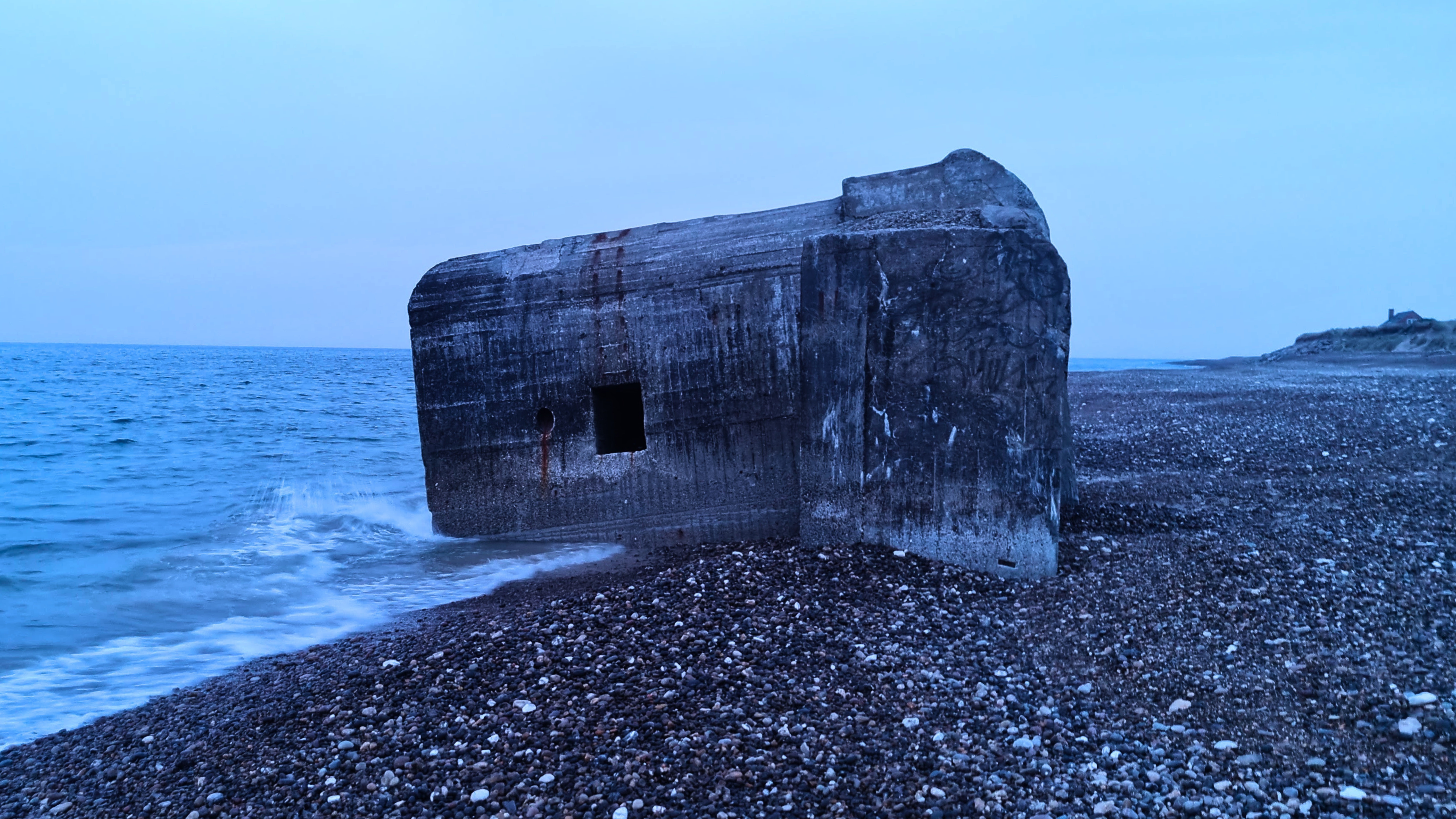
Bunker von Lild Strand

Lild Strand ist ein kleines Fischerdorf mit 62 Einwohnern auf der dänischen Insel Vendsyssel-Thy in Nordjütland.

## Lage
Lild Strand gehört seit 2007 zur Kommune Thisted. Es liegt 30 km östlich von Hanstholm und 22 km westlich von Fjerritslev an der Jammerbucht. Der Ort wird durch eine Dünenreihe vom bis zu 50 Meter breiten Nordseestrand getrennt. Südlich der Thy-Landenge liegt der Limfjord. Der sechs Kilometer entfernte Kalkfelsen Bulbjerg ist mit 47 Metern die höchste Erhebung der Umgebung und der einzige Vogelfelsen Dänemarks. Direkt am Ortsrand von Lild Strand beginnt Vejlerne, eines der größten Vogelschutzgebiete Nordeuropas.

## Wirtschaft
Ursprünglich lebten die Einwohner von Lild Strand überwiegend vom Fischfang. Da der Ort auf Grund des flachen Sandstrandes nie einen Hafen besaß, wurden die Fischerboote mit Seilen auf den Strand gezogen. Dieses Verfahren wurde jedoch eingestellt, sodass die Fischer nun größtenteils kleinere Fischerboote mit Treckern ins Meer ziehen. Das Verfahren mit den Seilwinden wird nur noch im 15 km östlich gelegenen Torup Strand sowie im 50 km westlich gelegenen Vorupør benutzt.

## Sehenswürdigkeiten
Die 1886 erbaute ehemalige Rettungsstation dient seit 1950 als Kirche. In unmittelbarer Nähe sind drei Bunker des deutschen Atlantikwalls  erhalten geblieben.

## Bildergalerie

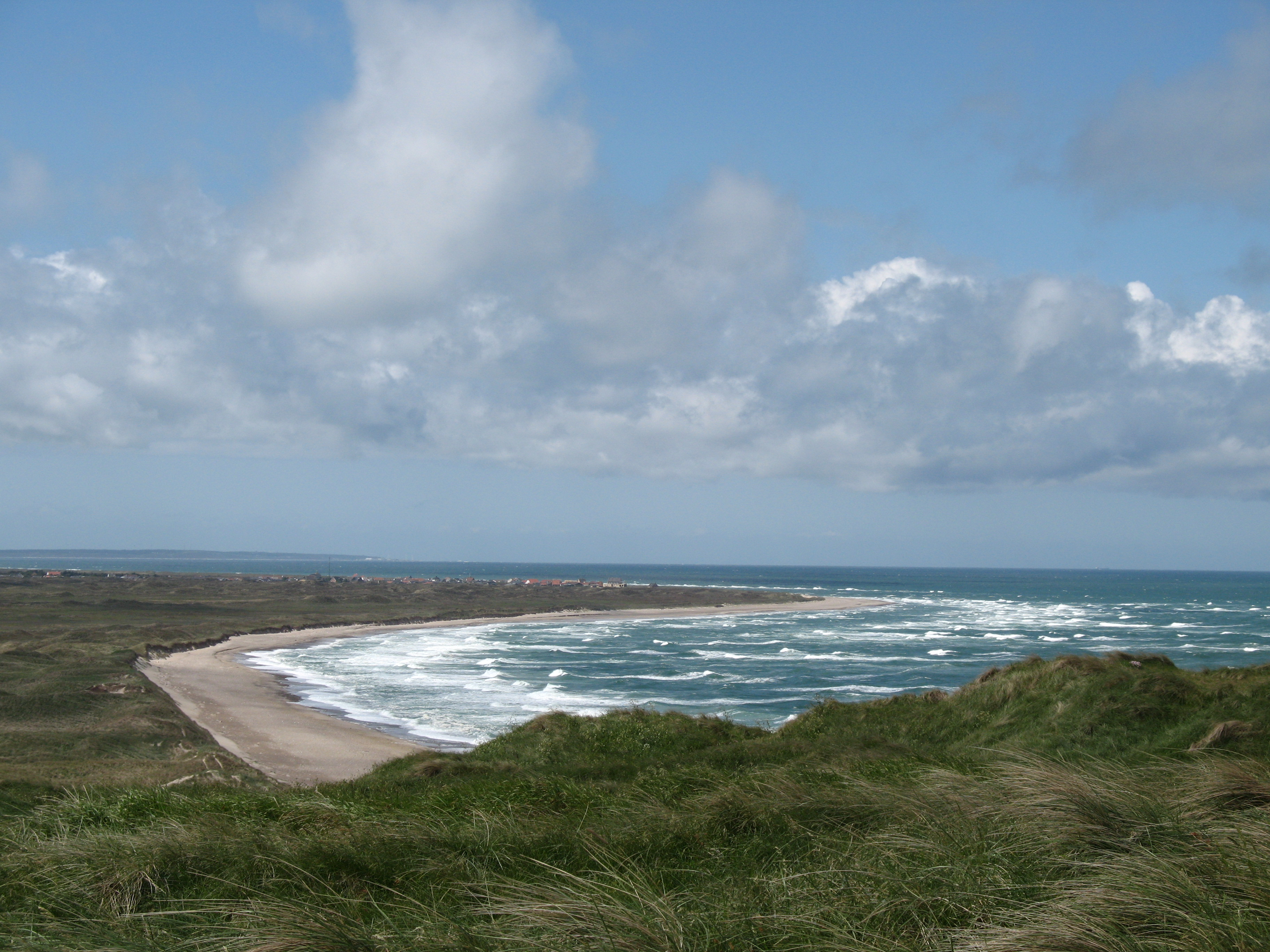
Blick vom Bulbjerg auf Lild Strand. Am Horizont Hanstholm.
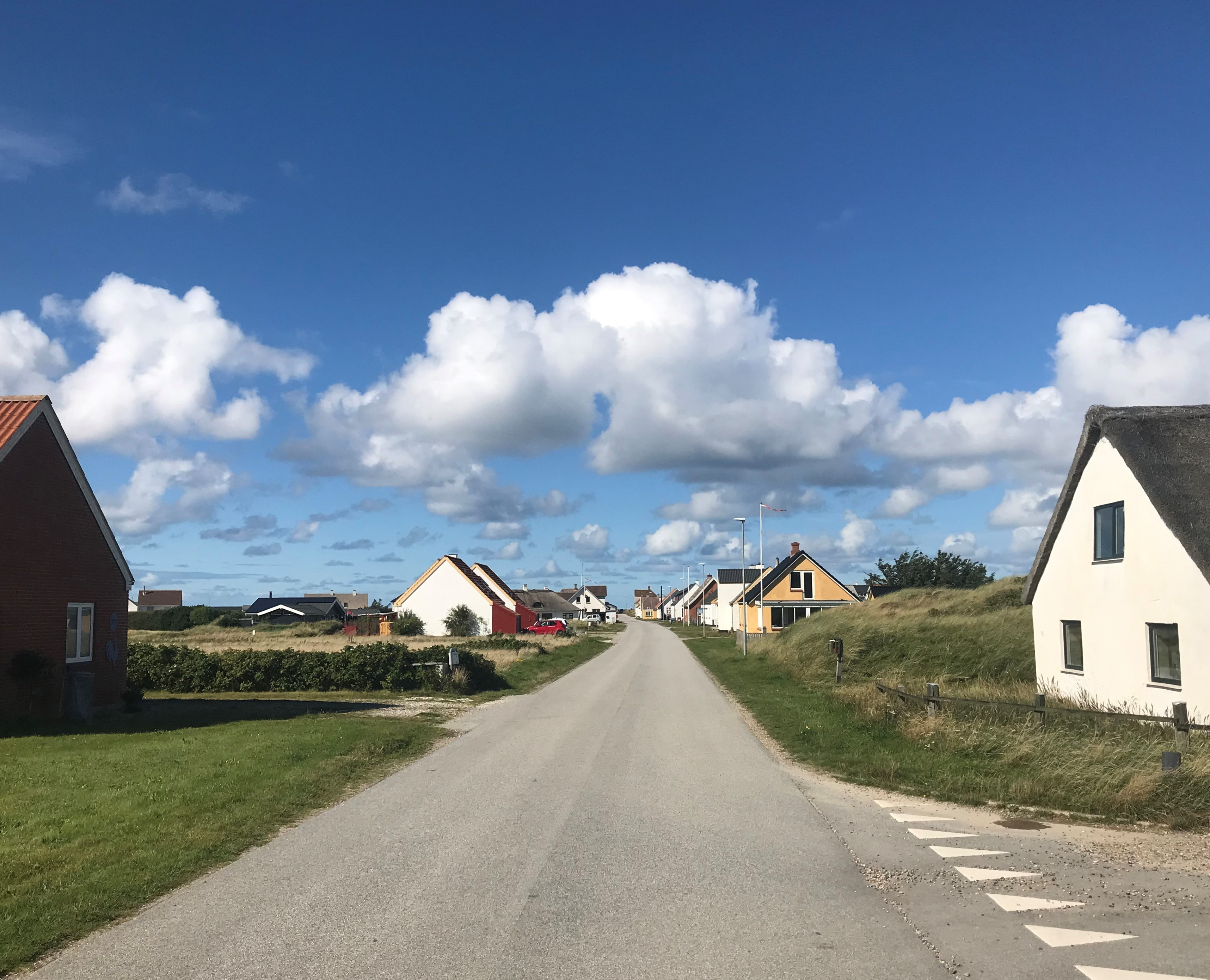
Hauptstraße von Lild Strand
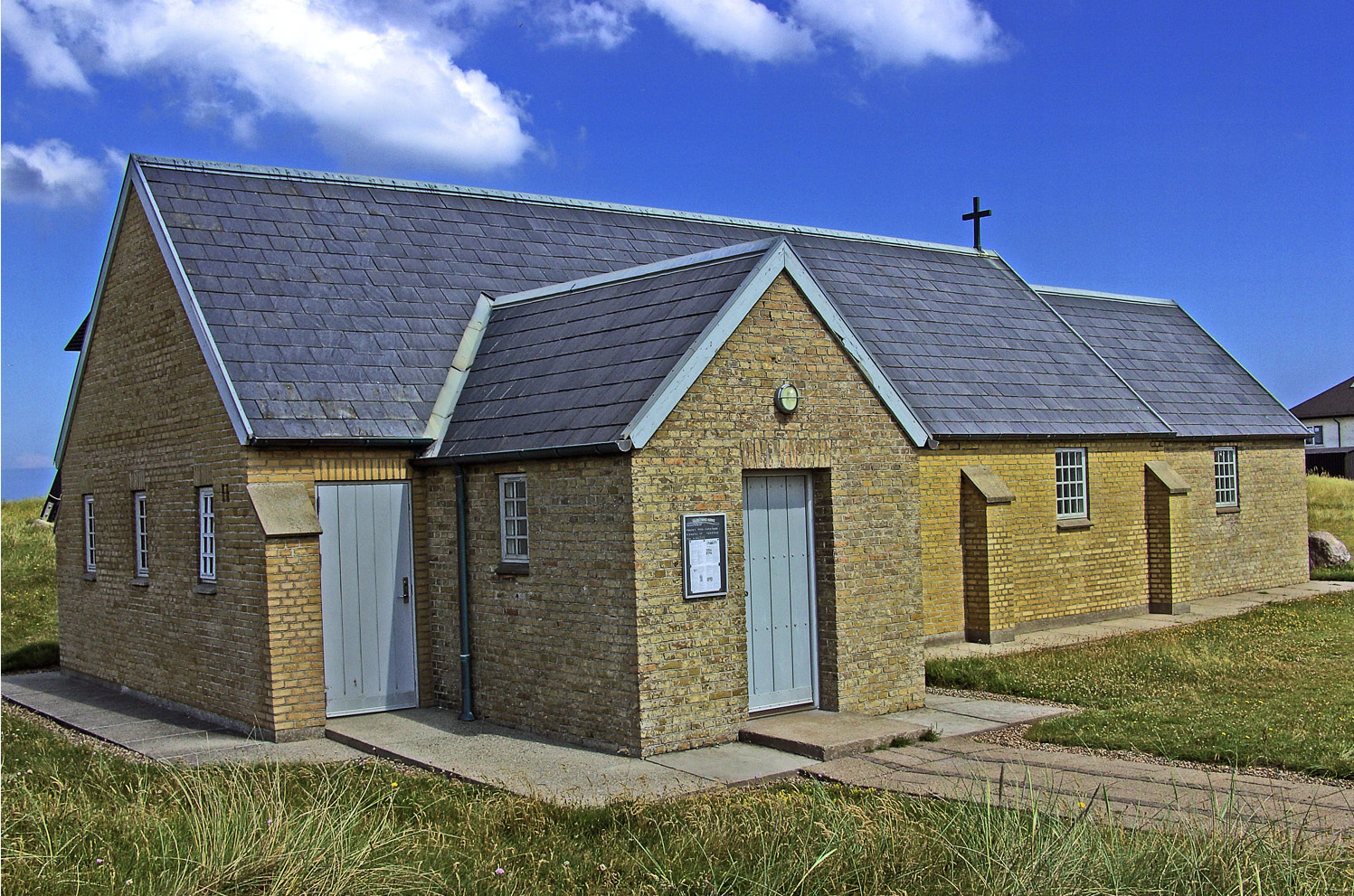
Die Kirche von Lild Strand in Strandnähe